# Daniel Örlund
Daniel Örlund, né le 23 juin 1980 à Stockholm (Suède), est un footballeur international suédois évoluant au poste de gardien de but.

## Carrière
Après avoir passé huit saisons à l'AIK Solna et remporté le Championnat de Suède de football 2009, Örlund quitte la Suède pour la Norvège et le club de Rosenborg.

## Statistiques
| Saison | Club         | Pays        | Championnat | Coupe nationales | Coupes d’Europe |
| ------ | ------------ | ----------- | ----------- | ---------------- | --------------- |
| 2010   | Rosenborg BK | Tippeligaen | 30 matchs   | -                | 12 matchs       |
| 2011   | Rosenborg BK | Tippeligaen | 28 matchs   | 2 matchs         | 6 matchs        |
| 2011   | Rosenborg BK | Tippeligaen | 28 matchs   | 3 matchs         | 11 matchs       |

## Palmarès
AIK Solna
- Champion de Suède (1) : 2009
- Vainqueur de la Coupe de Suède (1) : 2009

 Rosenborg BK
- Champion de Norvège (1) : 2010